# Maxwell (bilmärke)

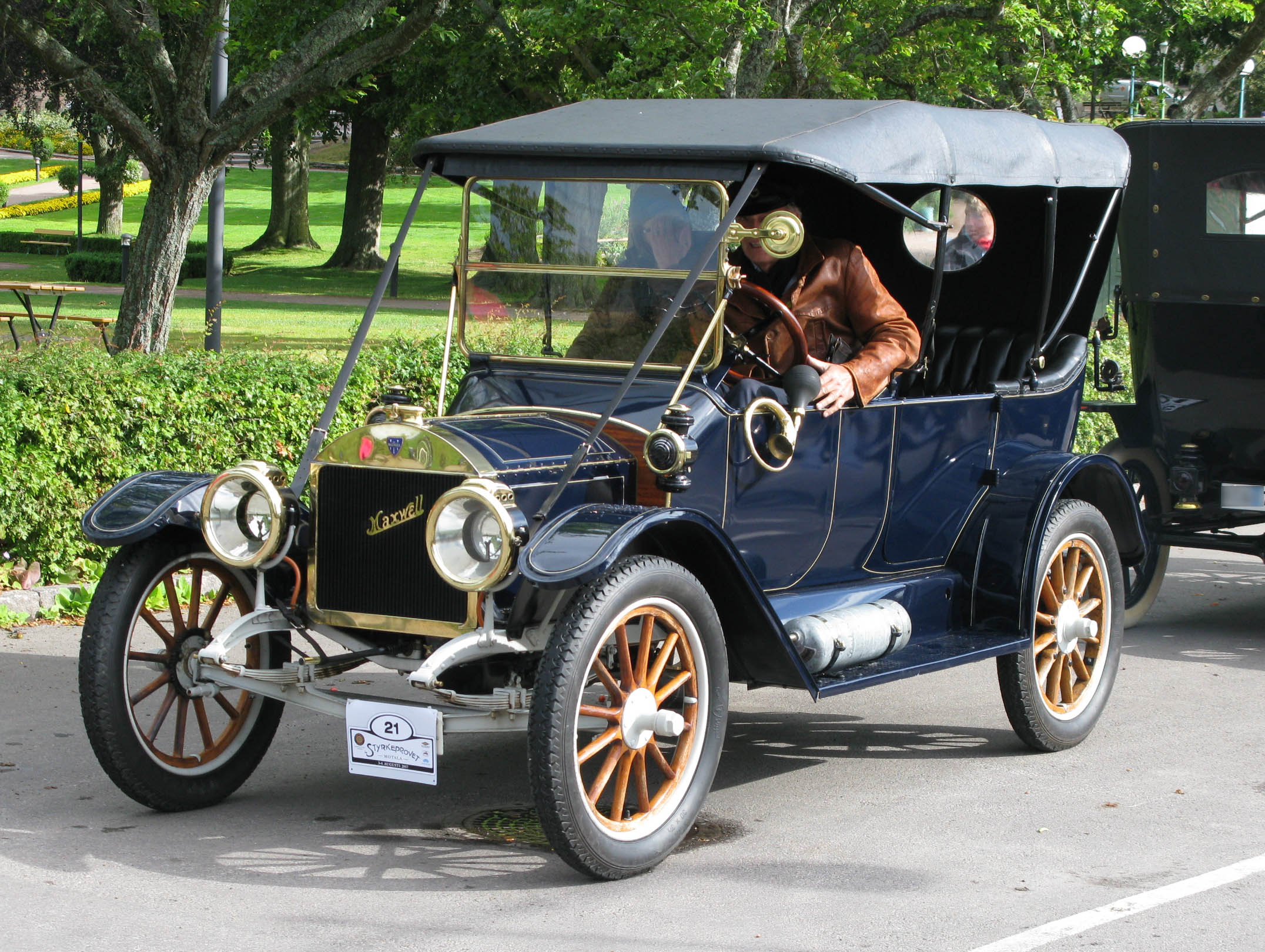
Maxwell Model 25 1913.

Maxwell Motor Company var en amerikansk biltillverkare som verkade mellan 1904 och 1925. 
Maxwell-Briscoe Company började bygga bilar i Tarrytown, New York. Efter en brand 1907 byggde man en ny stor fabrik i New Castle, Indiana och ett par år senare var Maxwell-Briscoe USA:s tredje största biltillverkare.
1910 bildades United States Motor Company, där Maxwell-Briscoe samarbetade med bland andra Brush Motor Car Company och Dayton Motor Car Co.. Gruppen kollapsade 1913 och Maxwell rekonstruerades som Maxwell Motor Company. Företaget byggde en fyrcylindrig bil kallad Maxwell Model 25 som i vidareutvecklad form kom att överleva Maxwell själva.
Maxwell inledde ett samarbete med Chalmers-Detroit. Sjunkande försäljning och ökande förluster slutade med att företagen slogs samman 1922. Walter Chrysler kallades in för att vända utvecklingen. Under processen tog Chrysler kontroll över företaget och i juni 1925 blev Maxwell-Chalmers Chrysler Corporation. Maxwell Model 25 fortsatte att säljas under Chrysler-namnet och 1928 ersattes den av det nya märket Plymouth.